# King Arthur, or the British Worthy
King Arthur, or the British Worthy is een semiopera op muziek van Henry Purcell en op tekst van John Dryden, voor het eerst opgevoerd in Londen in juni 1691.

## Geschiedenis en beschrijving
Dit is de tweede van Purcells vijf semiopera's, d.i. toneelstukken waarin gezongen wordt, dan wel opera's met gesproken tekst. Het werk is opzettelijk als semiopera geconcipieerd: de gezongen stukken kunnen op zichzelf worden uitgevoerd, maar dan verliest men de coherentie van het verhaal, terwijl een opvoering van alleen maar de tekst ook grote gaten in het dramatische verloop zou laten. King Arthur ging in première in het Dorset Garden theater en was een enorm succes, niet enkel commercieel, maar eveneens artistiek.
De toon van het werk is extreem patriottisch, al valt er hier en daar een behoorlijk cynische ondertoon in te bemerken. Men dient te weten dat librettist John Dryden, die onder de regering van Karel II poet laureate was geweest, later zijn post was kwijtgeraakt omdat hij zich tot het katholicisme bekeerde. Na de Glorious Revolution in 1689 regeerden William en Mary, een protestantse dubbelmonarchie. Deze Nederlandse William III (de Stadhouder Willem III)
wordt in de laatste aria van het werk door Dryden "ingeburgerd".
Het verhaal heeft niets van doen met de vele legenden over Koning Arthur. Emmeline is de blinde dochter van Conon, de hertog van Cornwall. De koning van Kent, Oswald, is een Saks. Hij maakt Emmeline het hof, alhoewel zij de verloofde van Koning Arthur is. Oswald besluit de Britten de oorlog te verklaren om Emmeline: daar pas begint het muzikale gedeelte van het werk. De veldslag loopt af in het nadeel van de Saksen, maar Oswald schaakt Emmeline op het eind van het eerste bedrijf. Arthur gaat naar haar op zoek: zijn tovenaar Merlijn heeft hem verteld dat alles wat hij ziet niet echt is. Dwaallichten proberen zijn ridders van de wijs te brengen, Arthur ontmoet Sirenen die naakt baden in een beek en hem proberen te verleiden. Hij belandt in het vierde bedrijf in een betoverd bos. Het komt uiteindelijk tot een verzoening in het vijfde bedrijf, en de opera wordt besloten met een feestelijke masque.
Dryden verrichtte naar eigen zeggen grondig onderzoek naar de oude gebruiken van de Britten en de Saksen, maar tegelijkertijd bevat het werk een aantal hoogst ironische anachronismen. In een pastorale bieden herderinnetjes de herders opeens huwelijkscontracten aan en de boeren in hun komische liedje schelden op de kerkbelasting:
We ha' cheated the Parson, / we'll cheat him agen;
For why shou'd a Blockhead ha' One in Ten?
De 'one in ten' verwijst naar de belasting van één tiende die de boeren aan de kerk moesten afstaan.
Het werk dient men in de tijdgeest van de Restauratie te plaatsen: dichters konden zich veel veroorloven, en de kritieken op het werk waren dan ook lovend (afgezien van enkelen die tegen de half-naakte sirenen bezwaar uitten). De vele seksuele toespelingen zijn voor Restauratie-theater allerminst ongebruikelijk. Bekende spelers in de eerste opvoeringen waren onder andere Anne Bracegirdle, John Bowman en Charlotte Butler.
Op muzikaal gebied behoort King Arthur tot Purcells memorabelste werken: de aria's Fairest Isle, How blest are shepherds en St George zijn zeer bekend geworden, alsook de dwaallichtscène Hither, this way en de echo in Come if you dare. Bijzonder geslaagd was eveneens de muzikale uitbeelding van het bibberen van de Koude Genius die oprijst, geïnspireerd door Lully's muziek voor een soortgelijke scène in de vijfde acte van zijn opera Isis(1677).
What Power art thou, who from below
Hast made me Rise, unwillingly and slow
From Beds of Everlasting Snow?
King Arthur is door de eeuwen heen met enige regelmaat heropgevoerd: het werk is nooit volledig in de vergetelheid geraakt, al wordt wel doorgaans enkel de muziek gespeeld, zonder de gesproken dialogen.

## Synopsis

### Eerste bedrijf
De Saksen hebben "een melkwit ros" aan Wodan geofferd, ter voorbereiding op hun veldslag tegen de Britten. Ze offeren er nog twee: een aan Thor en een aan diens moeder. Nu zijn alle goden gunstig gestemd. Vervolgens worden ook dappere mensen naar de hal van Wodan geroepen: in de heldendood zullen ze gloriëren. De veldslag volgt; de twee partijen dagen elkaar uit, onder luid trompetgeschal: "Come if you dare!". De goden aanschouwen het spektakel van bovenaf en kijken meewarig naar het mensengeslacht, dat "voor goud tenonder zal gaan". De Saksen verliezen de strijd en de Britten kraaien victorie en slaan aan het plunderen.

### Tweede bedrijf
Philidel de elf poogt Arthurs ridders, die op zoek zijn naar hun tegenstander Oswald, de juiste richting uit te sturen: "Hither, this way, this way bend". Grimbald, de tovenaar van Oswald, roept de ridders de andere richting uit: er ontstaat een wedijveren tussen de geesten van Philidel en de dwaallichten van Grimbald. Philidel waarschuwt dat je, als je stapt zonder na te denken, "een furlong diep kan zinken". Grimbald zingt dat ze Oswald moeten achtervolgen langs het pad in het turf. Beiden zingen nu: "kom en volg mij!". Dan weerklinken drie stemmen, die zich "we brethren of air" noemen, en beloven de helden op het juiste spoor te brengen. In de volgende scène zien wij een pastorale idylle: een herder zingt de lof van het landelijke leven. Herders hebben geen zorgen; oorlog gaat aan hen voorbij, zij hebben hun geliefden en wanneer ze sterven, "'tis in each other's arms" - de herders brengen hun tijd graag door "on our flutes and in enjoying" (let op de seksuele verwijzing). De herders roepen de herderinnen op van het leven te genieten ("Bright nymphs of Britain!"), want eer is leeg, en ouderdom brengt lof, maar geen lust. De herderinnetjes antwoorden ietwat sarcastisch dat vrouwen dan het gelag betalen en zingen: "Hier zijn huwelijkscontracten. Wie niet kan schrijven, zet maar een kruisje." Het bedrijf eindigt met een "pluk de dag" koor van herders en herderinnen: "Make sure of this day, and hang tomorrow!".

### Derde bedrijf
Cupido roept naar de Koude Genius van Brittannië, die bedolven ligt onder een berg sneeuw: "Ontwaak, en schud de winter uit uw mantel!". Zeer langzaam en bibberend staat de Koude Genius op, weeklagend en jammerend dat hij oud en verstijfd is; hij wil weer bevriezen. Cupido wil er niets van horen: de lente komt, en de Liefde (namelijk hijzelf) zal een nieuw jaar doen komen. De Genius erkent Cupido, en noemt hem de schepper aller dingen. Vervolgens komt een bibberend koor van koude mensen samen, om door Cupido verwarmd te worden. In een duet sluiten Cupido en de Koude Genius vrede.

### Vierde bedrijf
Het vierde bedrijf is opnieuw een idylle: twee Sirenen roepen Arthur op om te komen baden en beweren dat ze ongevaarlijk zijn. Nimfen en bosbewoners zingen samen een lofzang op de liefde. De overwinnaar Arthur en zijn tegenstander sluiten vrede.

### Vijfde bedrijf
Aeolus roept de winden op tot rust te komen, zodat Britannia, Koningin der Eilanden, uit de golven kan oprijzen. Een Nereïde en Pan zingen de lof van de Britse Nimf, die door Proteus beschermd wordt. Ook het buitenland vaart wel bij haar: "Foreign lands thy fish are tasting, learn from thee luxurious fasting". Een verdere lofzang door herders volgt: want Britannia overtreft de hele wereld in de vruchtbaarheid van haar grond en alhoewel in antieke tijden het Gulden vlies geprezen werd, wordt nu de Britse wol nu "goud". Geen mijnen ter wereld schenken meer welvaart. Dan volgt een humoristisch contrast: Comus verschijnt met drie mannen die in dialect een boerenlied zingen, "Your hay it is mow'd" en roepen vrolijk op de oogst binnen te halen: "Come, Boys, come". Zij eindigen met "And heigh for the Honour of Old England!" (met een woordspeling op 'hay', hooi voor Engeland). Dit burleske intermezzo wordt gevolgd door een sereen lied van Venus, "Fairest isle". Daarop volgt een nieuwe idylle tussen twee geliefden, die het uiteindelijk met elkaar eens worden. De opera eindigt met een eerbetoon aan Sint Joris, beschermheilige van Engeland, in een militant lied waarin fijntjes wordt opgemerkt dat de Engelse troon niet enkel door Engelsen wordt ingenomen, maar dat die "buitenlandse koningen", eenmaal hier geadopteerd, hun kronen in het thuisland maar niets meer vinden.

## Opnamen
- 'King Arthur', St Anthony Singers, Philomusica of London, o.l.v. Sir Anthony Lewis (Decca)
- 'King Arthur', English Baroque Soloists, Monteverdi Choir, o.l.v. John Eliot Gardiner (Erato, 1985)
- 'King Arthur', Les Arts Florissants, o.l.v. William Christie (Erato, 1995)
- 'King Arthur', The English Concert and Choir, Trevor Pinnock (Archiv, 1999)
- 'King Arthur', Le Concert Spirituel, o.l.v. Hervé Niquet (Glossa, 2004)
- 'King Arthur', BarokOpera Amsterdam, o.l.v. Frédérique Chauvet (Ligia, 2013)